# The Best FIFA Football Awards 2016
I The Best FIFA Football Awards 2016, presentati dall'attrice e modella Eva Longoria, si sono svolti il 9 gennaio 2017 a Zurigo, in Svizzera. Il riconoscimento nasce con lo scopo di dare continuità al FIFA World Player of the Year, che era stato fuso con il Pallone d'oro di France Football nel 2010 dando vita al Pallone d'oro FIFA, assegnato congiuntamente per sei anni.
I criteri di selezione per i giocatori (maschili e femminili) dell'anno sono: prestazioni sportive e condotta dentro e fuori dal campo nel periodo dal 20 novembre 2015 al 22 novembre 2016. I criteri di selezione per gli allenatori dell'anno sono: prestazioni e condotta dentro e fuori dal campo della loro squadra nel periodo dal 20 novembre 2015 al 22 novembre 2016
I voti saranno dati da rappresentanti dei media, commissari tecnici e capitani delle Nazionali. Nell'ottobre del 2016 è stato annunciato che sarebbe stato permesso di votare anche ai tifosi. Ciascun gruppo conterà per il 25% del totale.
Cristiano Ronaldo e Carli Lloyd hanno vinto rispettivamente i riconoscimenti come miglior giocatore e miglior giocatrice dell'anno.

## Premi

### The Best FIFA Men's Player
Una commissione ha compilato una shortlist di 23 giocatori per il The Best FIFA Men's Player.
I 23 candidati sono stati annunciati il 4 novembre. I tre finalisti sono stati annunciati il 1º dicembre 2016.
| Posizione       | Nome               | Club                                | Nazionalità | Percentuale |
| I finalisti     | I finalisti        | I finalisti                         | I finalisti | I finalisti |
| --------------- | ------------------ | ----------------------------------- | ----------- | ----------- |
| 1               | Cristiano Ronaldo  | Real Madrid                         | Portogallo  | 34.54%      |
| 2               | Lionel Messi       | Barcellona                          | Argentina   | 26.42%      |
| 3               | Antoine Griezmann  | Atlético Madrid                     | Francia     | 7.53%       |
| Altri candidati |                    |                                     |             |             |
| 4               | Neymar             | Barcellona                          | Brasile     | 6.23%       |
| 5               | Luis Suárez        | Barcellona                          | Uruguay     | 5.11%       |
| 6               | Gareth Bale        | Real Madrid                         | Galles      | 4.62%       |
| 7               | Riyad Mahrez       | Leicester City                      | Algeria     | 2.20%       |
| 8               | Gianluigi Buffon   | Juventus                            | Italia      | 1.85%       |
| 9               | Andrés Iniesta     | Barcellona                          | Spagna      | 1.69%       |
| 10              | Toni Kroos         | Real Madrid                         | Germania    | 1.25%       |
| 11              | Alexis Sánchez     | Arsenal                             | Cile        | 1.19%       |
| 12              | Robert Lewandowski | Bayern Monaco                       | Polonia     | 0.93%       |
| 13              | Luka Modrić        | Real Madrid                         | Croazia     | 0.89%       |
| 14              | Mesut Özil         | Arsenal                             | Germania    | 0.86%       |
| 15              | Jamie Vardy        | Leicester City                      | Inghilterra | 0.81%       |
| 16              | Manuel Neuer       | Bayern Monaco                       | Germania    | 0.80%       |
| 17              | Sergio Ramos       | Real Madrid                         | Spagna      | 0.70%       |
| 18              | Zlatan Ibrahimović | Paris Saint-Germain/ Manchester Utd | Svezia      | 0.50%       |
| 19              | Paul Pogba         | Juventus/ Manchester Utd            | Francia     | 0.47%       |
| 20              | Kevin De Bruyne    | Manchester City                     | Belgio      | 0.46%       |
| 21              | N'Golo Kanté       | Leicester City/ Chelsea             | Francia     | 0.40%       |
| 22              | Sergio Agüero      | Manchester City                     | Argentina   | 0.38%       |
| 23              | Dimitri Payet      | West Ham United                     | Francia     | 0.17%       |

### The Best FIFA Women's Player
Una commissione ha compilato una shortlist di 10 giocatrici per il The Best FIFA Women's Player.
Le 10 candidate sono stati annunciate il 3 novembre. Le tre finaliste sono state annunciate il 2 dicembre 2016.
| Posizione       | Nome               | Club               | Nazionalità  | Percentuale  |
| Le finaliste    | Le finaliste       | Le finaliste       | Le finaliste | Le finaliste |
| --------------- | ------------------ | ------------------ | ------------ | ------------ |
| 1               | Carli Lloyd        | Houston Dash       | Stati Uniti  | 20.68%       |
| 2               | Marta              | FC Rosengård       | Brasile      | 16.60%       |
| 3               | Melanie Behringer  | Bayern Monaco      | Germania     | 12.34%       |
| Altre candidate |                    |                    |              |              |
| 4               | Dzsenifer Marozsán | Francoforte/ Lione | Germania     | 11.68%       |
| 5               | Sara Däbritz       | Bayern Monaco      | Germania     | 8.19%        |
| 6               | Saki Kumagai       | Lione              | Giappone     | 6.94%        |
| 7               | Lotta Schelin      | Lione              | Svezia       | 6.58%        |
| 8               | Christine Sinclair | Portland Thorns    | Canada       | 5.99%        |
| 9               | Amandine Henry     | Portland Thorns    | Francia      | 5.96%        |
| 10              | Camille Abily      | Lione              | Francia      | 5.04%        |

### The Best FIFA Men's Coach
Una commissione ha compilato una shortlist di 10 allenatori per il The Best FIFA Men's Coach.
I 10 candidati sono stati annunciati il 2 novembre. I tre finalisti sono stati annunciati nel dicembre 2016.
| Posizione       | Nome                | Squadra                        | Percentuale |
| I finalisti     | I finalisti         | I finalisti                    | I finalisti |
| --------------- | ------------------- | ------------------------------ | ----------- |
| 1               | Claudio Ranieri     | Leicester City                 | 22.06%      |
| 2               | Zinédine Zidane     | Real Madrid                    | 16.56%      |
| 3               | Fernando Santos     | Portogallo                     | 16.24%      |
| Altri candidati |                     |                                |             |
| 4               | Diego Simeone       | Atlético Madrid                | 12.98%      |
| 5               | Pep Guardiola       | Bayern Monaco/ Manchester City | 11.13%      |
| 6               | Luis Enrique        | Barcellona                     | 8.32%       |
| 7               | Jürgen Klopp        | Liverpool                      | 7.71%       |
| 8               | Didier Deschamps    | Francia                        | 1.97%       |
| 9               | Chris Coleman       | Galles                         | 1.82%       |
| 10              | Mauricio Pochettino | Tottenham                      | 1.21%       |

### The Best FIFA Women's Coach
Una commissione ha compilato una shortlist di 10 allenatori per il The Best FIFA Women's Coach.
I 10 candidati sono stati annunciati il 1º novembre. I tre finalisti sono stati annunciati il 2 dicembre 2016.
| Posizione       | Nome                     | Squadra       | Percentuale |
| I finalisti     | I finalisti              | I finalisti   | I finalisti |
| --------------- | ------------------------ | ------------- | ----------- |
| 1               | Silvia Neid              | Germania      | 29.99%      |
| 2               | Jill Ellis               | Stati Uniti   | 16.68%      |
| 3               | Pia Sundhage             | Svezia        | 16.47%      |
| Altri candidati |                          |               |             |
| 4               | John Herdman             | Canada        | 7.85%       |
| 5               | Gérard Prêcheur          | Lione         | 7.26%       |
| 6               | Vadão                    | Brasile       | 6.00%       |
| 7               | Martina Voss-Tecklenburg | Svizzera      | 4.07%       |
| 8               | Vera Pauw                | Sudafrica     | 3.99%       |
| 9               | Thomas Worle             | Bayern Monaco | 3.96%       |
| 10              | Philippe Bergerôo        | Francia       | 3.73%       |

### FIFA Fair Play Award
| Vincitore         | Motivazione |
| ----------------- | --- |
| Atlético Nacional | Per la richiesta fatta alla CONMEBOL di premiare la Chapecoense con la Coppa Sudamericana 2016 dopo il disastro aereo |

### Premio FIFA alla carriera
| Giocatore | Motivazione                                  |
| --------- | -------------------------------------------- |
| Falcão    | Per il suo rimarcabile contributo allo sport |

### FIFA Puskás Award
La shortlist è stata annunciata il 21 novembre 2016. I tre finalisti sono stati annunciati il 2 dicembre 2016.
| Posizione       | Giocatore                       | Incontro                           | Competizione                               | Data             | Percentuale |             |
| I finalisti     | I finalisti                     | I finalisti                        | I finalisti                                | I finalisti      | I finalisti | I finalisti |
| --------------- | ------------------------------- | ---------------------------------- | ------------------------------------------ | ---------------- | ----------- | ----------- |
| 1               | Mohd Faiz Subri                 | Penang – Pahang                    | Malaysia Super League 2016                 | 16 febbraio 2016 | 59.46%      |             |
| 2               | Marlone                         | Corinthians - Cobresal             | Coppa Libertadores 2016                    | 21 aprile 2016   | 22.86%      |             |
| 3               | Daniuska Rodríguez              | Venezuela - Colombia               | Campionato femminile sudamericano Under-17 | 14 marzo 2016    | 10.01%      |             |
| Altri candidati |                                 |                                    |                                            |                  |             |             |
|                 | Mario Gaspar                    | Spagna - Inghilterra               | Amichevole internazionale                  | 13 novembre 2015 | 7.68%       |             |
| Hlompho Kekana  | Camerun - Sudafrica             | Qualificazioni Coppa d'Africa 2017 | 26 marzo 2016                              |                  | 7.68%       |             |
| Lionel Messi    | Stati Uniti - Argentina         | Copa América Centenario            | 21 giugno 2016                             |                  | 7.68%       |             |
| Neymar          | Barcellona - Villarreal         | La Liga 2015–2016                  | 8 novembre 2015                            |                  | 7.68%       |             |
| Saúl Ñíguez     | Atlético Madrid - Bayern Monaco | UEFA Champions League 2015-2016    | 27 aprile 2016                             |                  | 7.68%       |             |
| Hal Robson-Kanu | Galles - Belgio                 | UEFA Euro 2016                     | 1º luglio 2016                             |                  | 7.68%       |             |
| Simon Skrabb    | Gefle - Atvidaberg              | Allsvenskan 2015                   | 31 ottobre 2015                            |                  | 7.68%       |             |

### FIFA Fan Award
I tre candidati sono stati annunciati il 9 dicembre 2016. Questa è la prima volta che viene assegnato un premio simile.
| Posizione | Tifosi                                       | Incontro                      | Competizione                 | Data              | Percentuale |
| --------- | -------------------------------------------- | ----------------------------- | ---------------------------- | ----------------- | ----------- |
| 1         | Tifosi del Borussia Dortmund e del Liverpool | Liverpool - Borussia Dortmund | UEFA Europa League 2015-2016 | 14 aprile 2016    | 45.92%      |
| 2         | Tifosi Islanda                               | Francia - Islanda             | UEFA Euro 2016               | 3 luglio 2016     | 31.37%      |
| 3         | Tifosi ADO Den Haag                          | Feyenoord - ADO Den Haag      | Eredivisie 2016-2017         | 11 settembre 2016 | 22.71%      |

### FIFA FIFPro World11
La shortlist è stata annunciata il 1º dicembre 2016.
| Nome              | Club di appartenenza |
| Portiere          | Portiere             |
| ----------------- | -------------------- |
| Manuel Neuer      | Bayern Monaco        |
| Difensori         |                      |
| Dani Alves        | Barcellona/ Juventus |
| Gerard Piqué      | Barcellona           |
| Sergio Ramos      | Real Madrid          |
| Marcelo           | Real Madrid          |
| Centrocampisti    |                      |
| Luka Modrić       | Real Madrid          |
| Toni Kroos        | Real Madrid          |
| Andrés Iniesta    | Barcellona           |
| Attaccanti        |                      |
| Lionel Messi      | Barcellona           |
| Luis Suárez       | Barcellona           |
| Cristiano Ronaldo | Real Madrid          |